# Langøya
Langøya in Vesterålen ist Norwegens drittgrößte Insel auf dem Festlandsockel. Ganz umschließt sie die Kommune Bø und Teile der Gemeinden Øksnes, Sortland und Hadsel im Fylke Nordland. Die Insel teilt sich in drei weit und großflächig angeordnete Glieder, weswegen sie in Norwegen auch als Insel der Eide (Landenge, Landbrücke, lat. Isthmus) bekannt ist.

## Geografie

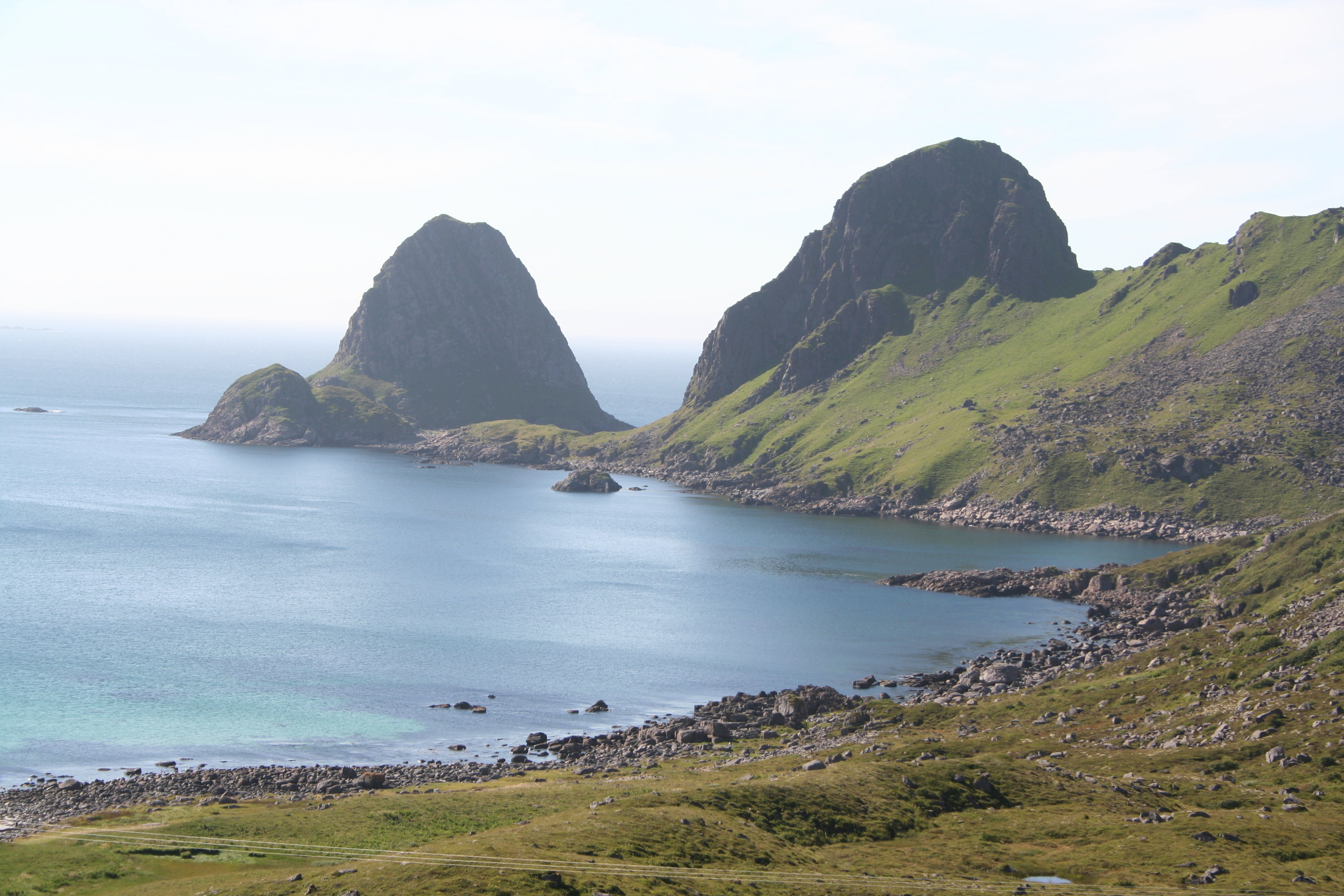
Landmarke Nykan bei Bø

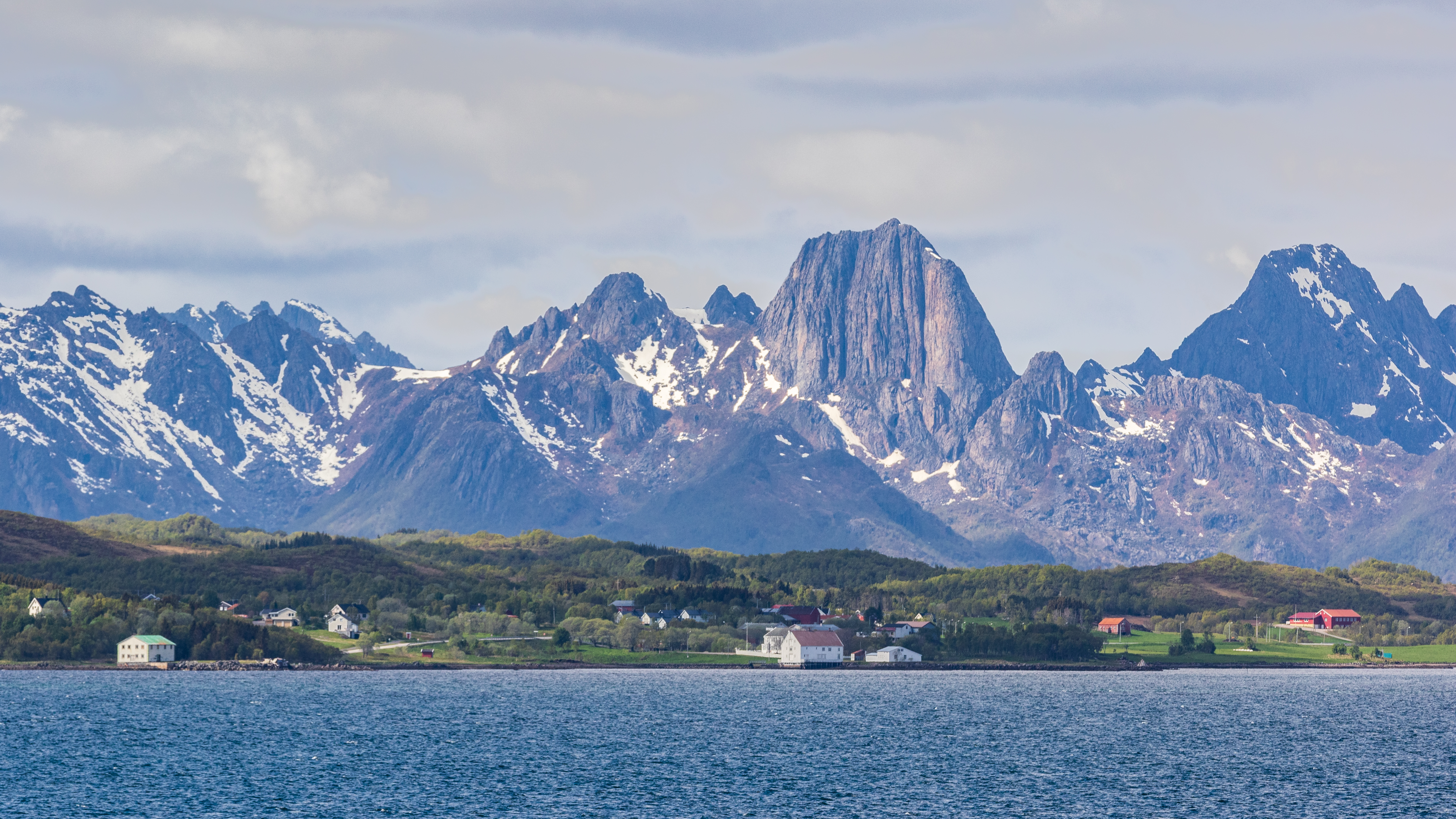
Blick auf Langøya

Die westliche „Nase“ mit der Gemeinde Bø wird von der südlichen mit Sortland auch durch den Eidsfjorden getrennt, während im Nordteil sich die Kommune Øksnes befindet. Viele Landmarken haben hier ein „eid“ im Namen, unter anderen Vikseidet und Frøskelandseidet. Langøya bietet eine landschaftliche Vielfalt. Es wechseln sich direkt aus dem Meer emporsteigende Gebirgsformationen mit Fjorden, Schären und einsamen Gebirgstälern ab. Vereinzelt gibt es Sandstrände, die den Flair des Südens vermitteln. Das Inland ist geprägt von einer arktischen Tundralandschaft mit Hochmooren, die das Wasser in etlichen Flüssen und Seen zur Küste hin entlassen.
Geologisch betrachtet spiegelt die Insel die Frühzeit der Erdgeschichte wider. Im Westen bei Bø treten Gneise zu Tage, die mit einem Alter von bis zu 2,5 Milliarden Jahren (Archaikum) zu den ältesten Europas zählen, während nach Osten die Gesteine etwas jünger werden (Paläoproterozoikum).

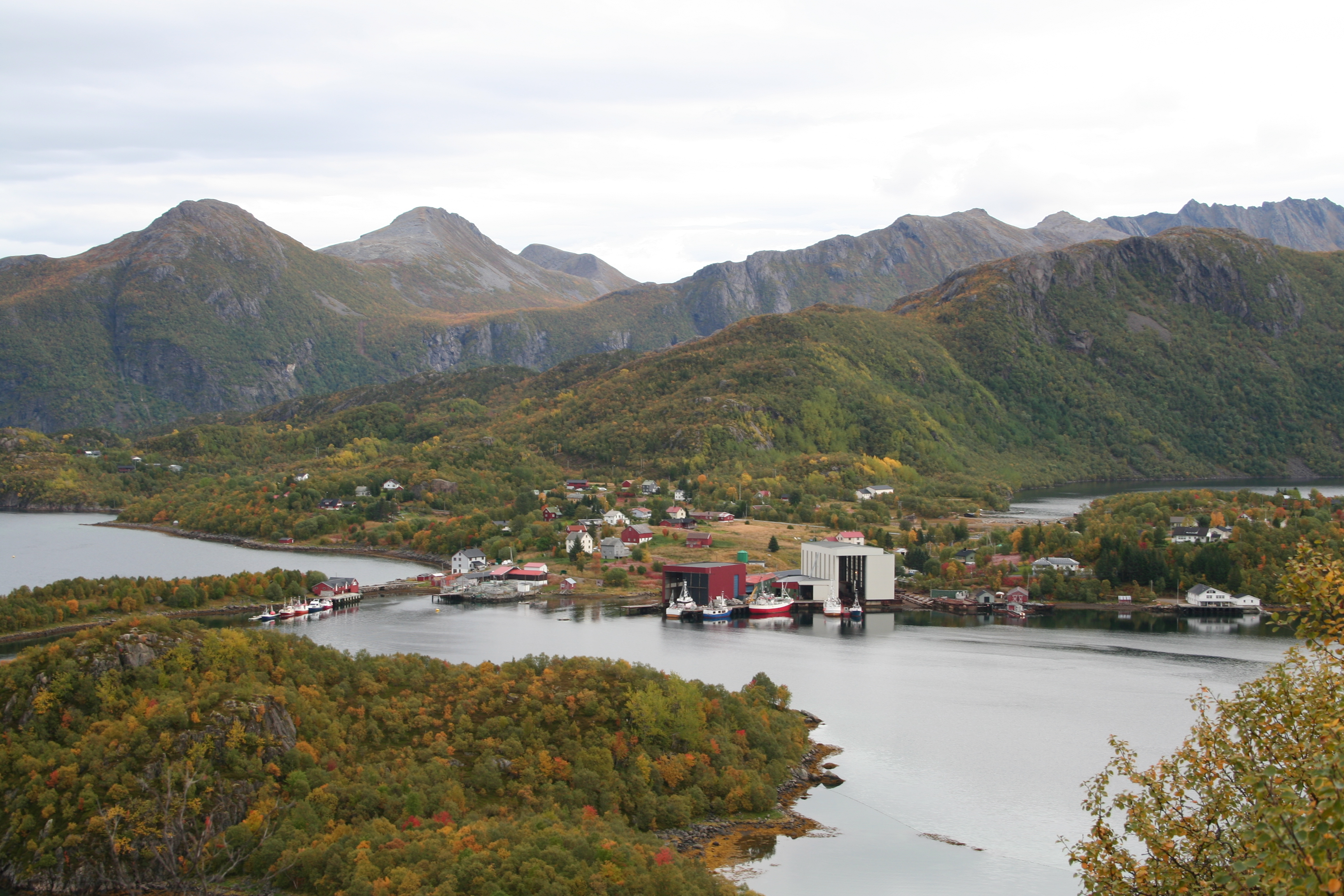
Moderne Werft in Blokken

Die Sortlandbrua verbindet Langøya mit der im Osten benachbarten Insel Hinnøya. Im äußersten Süden der Insel befindet sich der Flughafen Stokmarknes, Skagen. In direkter Nähe dazu verbinden die beiden Brücken Hadselbrua und Børøybrua die Insel Langøya mit deren südlichen Nachbarinseln Børøya und Hadseløya. Die Lofoten können von Hadseløya aus mit einer Fährverbindung über den Hadselfjorden erreicht werden. Im Norden Langøyas pendelt zwischen Myre und Skjellfjord ein Schnellboot, mit dem die benachbarten Inseln in der Øksnes Vestbygd sowie einige Gehöfte ohne Straßenanschluss auf Langøya selbst erreicht werden können.
An der südöstlichen Küste Longøyas lebt etwas mehr als die Hälfte der Inselbevölkerung, hauptsächlich in der Gegend um den Verkehrsknoten Sortland. Das Gebiet um Sortland ist auch der Bereich der Insel, der landwirtschaftlich am stärksten genutzt wird. Hauptarbeitgeber ist aber nach wie vor die Fischindustrie, wobei der Tourismus mit den besser werdenden Verkehrsanbindungen stetig im Kommen ist. Es gibt vielfältige Freizeitangebote, die von Angel-, Boots- und Wandersport bis hin zu Walbeobachtung reichen.